# Noah Rubin
Noah Rubin (ur. 21 lutego 1996 w Long Island) – amerykański tenisista.

## Kariera tenisowa
Startując w gronie juniorów wygrał Wimbledon 2014 w grze pojedynczej chłopców, a najwyżej w rankingu juniorów był na 6. miejscu.
Zawodowym tenisistą został w 2015 roku. W drabince głównej zawodów wielkoszlemowych zadebiutował na US Open 2014 dostając od organizatorów dziką kartę. W meczu 1 rundy poniósł porażkę z Federicem Delbonisem. Wygrał cztery turnieje o randze ATP Challenger Tour.
W rankingu gry pojedynczej najwyżej był na 125. miejscu (8 października 2018), a w klasyfikacji gry podwójnej na 290. pozycji (28 stycznia 2019).

### Zwycięstwa w turniejach ATP Challenger Tour w grze pojedynczej
| Końcowy wynik | Nr | Data             | Turniej         | Nawierzchnia  | Przeciwnik       | Wynik finału     |
| ------------- | -- | ---------------- | --------------- | ------------- | ---------------- | ---------------- |
| Zwycięzca     | 1. | 8 listopada 2015 | Charlottesville | Twarda (hala) | Tommy Paul       | 3:6, 7:6(7), 6:3 |
| Zwycięzca     | 2. | 12 lutego 2017   | Launceston      | Twarda        | Mitchell Krueger | 6:0, 6:1         |
| Zwycięzca     | 3. | 6 stycznia 2018  | Numea           | Twarda        | Taylor Fritz     | 7:5, 6:4         |
| Zwycięzca     | 4. | 29 kwietnia 2018 | Tallahassee     | Ceglana       | Marc Polmans     | 6:2, 3:6, 6:4    |

### Finały juniorskich turniejów wielkoszlemowych

#### Gra pojedyncza (1–0)
| Końcowy wynik | Nr | Data         | Turniej           | Nawierzchnia | Przeciwnik    | Wynik finału  |
| ------------- | -- | ------------ | ----------------- | ------------ | ------------- | ------------- |
| Zwycięzca     | 1. | 6 lipca 2014 | Wimbledon, Londyn | Trawiasta    | Stefan Kozlov | 6:4, 4:6, 6:3 |